# Persone di nome Marco/Allenatori di calcio
| Questa pagina contiene informazioni ricavate automaticamente dalle voci biografiche con l'ausilio del template Bio e di un bot. L'aggiornamento è periodico e automatico e ricostruisce completamente la pagina. Se manca una persona in questa lista, sei pregato di non aggiungerla, ma accertati piuttosto che la sua voce biografica contenga il template Bio e che i dati anagrafici siano correttamente compilati. Se il template Bio manca, inseriscilo tu stesso o, in alternativa, metti l'avviso {{tmp\|Bio}} che ne segnala la mancanza. Se i dati riportati sono sbagliati, correggi direttamente la voce biografica; le modifiche saranno visibili in questa lista entro pochi giorni. Per chiarimenti vedi il progetto antroponimi. La lista contiene solo le 82 persone che sono citate nell'enciclopedia e per le quali è stato implementato correttamente il template Bio. Pagina aggiornata al 6 ago 2025. |

Questa è una lista di persone presenti nell'enciclopedia che hanno il nome Marco e sono allenatori di calcio.

## A(2)
- Marco Ambrosio, allenatore di calcio e ex calciatore italiano (Brescia, n. 1973)
- Marco Amelia, allenatore di calcio, dirigente sportivo e ex calciatore italiano (Frascati, n. 1982)

## B(8)
- Marco Banchini, allenatore di calcio italiano (Vigevano, n. 1980)
- Marco Baroni, allenatore di calcio e ex calciatore italiano (Firenze, n. 1963)
- Marco Bernacci, allenatore di calcio e ex calciatore italiano (Cesena, n. 1983)
- Marco Biagianti, allenatore di calcio, dirigente sportivo e ex calciatore italiano (Firenze, n. 1984)
- Marco Billia, allenatore di calcio e ex calciatore italiano (Muzzana del Turgnano, n. 1959)
- Marco Bizzarri, allenatore di calcio e ex calciatore italiano (Carpi, n. 1967)
- Marco Bolis, allenatore di calcio e ex calciatore italiano (Mozzo, n. 1962)
- Mehmet Aurélio, allenatore di calcio e ex calciatore brasiliano (Rio de Janeiro, n. 1977)

## C(6)
- Marco Calonaci, allenatore di calcio e ex calciatore italiano (Firenze, n. 1963)
- Marco Cari, allenatore di calcio e ex calciatore italiano (Ciampino, n. 1956)
- Marco Carrara, allenatore di calcio e ex calciatore italiano (Limena, n. 1967)
- Marco Cecilli, allenatore di calcio e ex calciatore italiano (Milano, n. 1960)
- Marco Cellini, allenatore di calcio e ex calciatore italiano (Firenze, n. 1981)
- Marco Colle, allenatore di calcio e ex calciatore italiano (Spilimbergo, n. 1976)

## D(5)
- Marco De Simone, allenatore di calcio e ex calciatore italiano (Frattamaggiore, n. 1963)
- Marco Di Loreto, allenatore di calcio e ex calciatore italiano (Terni, n. 1974)
- Marco Domenichini, allenatore di calcio e ex calciatore italiano (La Spezia, n. 1958)
- Marco Donadel, allenatore di calcio e ex calciatore italiano (Conegliano, n. 1983)
- Marcão, allenatore di calcio e ex calciatore brasiliano (Petrópolis, n. 1972)

## F(5)
- Marco Fazzi, allenatore di calcio e calciatore italiano (Genova, n. 1941 - Caserta, † 2017)
- Marco Ferrari, allenatore di calcio e ex calciatore italiano (Rimini, n. 1966)
- Marco Figueroa, allenatore di calcio e ex calciatore cileno (Santiago del Cile, n. 1962)
- Marco Franceschetti, allenatore di calcio e ex calciatore italiano (Milano, n. 1967)
- Marco Paulo, allenatore di calcio, dirigente sportivo e ex calciatore portoghese (Sintra, n. 1973)

## G(2)
- Marco Giampaolo, allenatore di calcio e ex calciatore italiano (Bellinzona, n. 1967)
- Marco Giandebiaggi, allenatore di calcio e ex calciatore italiano (Parma, n. 1969)

## H(2)
- Marco van Hoogdalem, allenatore di calcio e ex calciatore olandese (Gorinchem, n. 1972)
- Marco Hämmerli, allenatore di calcio e ex calciatore svizzero (Wil, n. 1985)

## K(3)
- Marco Kostmann, allenatore di calcio e ex calciatore tedesco (Rostock, n. 1966)
- Marco Kurz, allenatore di calcio e ex calciatore tedesco (Stoccarda, n. 1969)
- Marco Küntzel, allenatore di calcio e ex calciatore tedesco (Ludwigslust, n. 1976)

## L(1)
- Marco Landucci, allenatore di calcio e ex calciatore italiano (Lucca, n. 1964)

## M(11)
- Marco Maestripieri, allenatore di calcio e ex calciatore italiano (Terni, n. 1956)
- Marco Mancinelli, allenatore di calcio e ex calciatore italiano (Recanati, n. 1982)
- Marco Mancosu, allenatore di calcio e ex calciatore italiano (Cagliari, n. 1988)
- Marco Marchi, allenatore di calcio e ex calciatore italiano (Firenze, n. 1957)
- Marco Marchionni, allenatore di calcio e ex calciatore italiano (Monterotondo, n. 1980)
- Marco Martini, allenatore di calcio e ex calciatore italiano (Rimini, n. 1979)
- Marco Masi, allenatore di calcio e ex calciatore italiano (Pisa, n. 1959)
- Marco Materazzi, allenatore di calcio e ex calciatore italiano (Lecce, n. 1973)
- Marco Mengucci, allenatore di calcio e ex calciatore italiano (Senigallia, n. 1966)
- Marco Merlo, allenatore di calcio e ex calciatore italiano (Cremona, n. 1968)
- Marco Motta, allenatore di calcio e ex calciatore italiano (Merate, n. 1986)

## N(2)
- Marco Nappi, allenatore di calcio e ex calciatore italiano (Roma, n. 1966)
- Marco Nicoletti, allenatore di calcio e ex calciatore italiano (Verona, n. 1959)

## O(2)
- Marco Onorati, allenatore di calcio e ex calciatore italiano (Roma, n. 1964)
- Marco Osio, allenatore di calcio e ex calciatore italiano (Ancona, n. 1966)

## P(3)
- Marco Pecorari, allenatore di calcio e ex calciatore italiano (Palmanova, n. 1977)
- Marco Piccioni, allenatore di calcio e ex calciatore italiano (Roma, n. 1976)
- Marco Piovanelli, allenatore di calcio e ex calciatore italiano (Brescia, n. 1974)

## R(8)
- Boiadeiro, allenatore di calcio e ex calciatore brasiliano (Américo de Campos, n. 1965)
- Marco Roccati, allenatore di calcio e ex calciatore italiano (Pinerolo, n. 1975)
- Marco Rodríguez, allenatore di calcio e ex arbitro di calcio messicano (Città del Messico, n. 1973)
- Marco Rose, allenatore di calcio e ex calciatore tedesco (Lipsia, n. 1976)
- Marco Rossi, allenatore di calcio e ex calciatore italiano (Torino, n. 1964)
- Marco Rossi, allenatore di calcio e ex calciatore italiano (Forlì, n. 1963)
- Marco Rossinelli, allenatore di calcio e ex calciatore italiano (La Spezia, n. 1949)
- Marco Antonio Ruiz, allenatore di calcio e ex calciatore messicano (Tampico, n. 1969)

## S(11)
- Marco Sandy, allenatore di calcio e ex calciatore boliviano (Cochabamba, n. 1971)
- Marco Sanna, allenatore di calcio e ex calciatore italiano (Sassari, n. 1969)
- Marco Sansovini, allenatore di calcio e ex calciatore italiano (Roma, n. 1980)
- Marco Silva, allenatore di calcio e ex calciatore portoghese (Lisbona, n. 1977)
- Marco Savorani, allenatore di calcio e ex calciatore italiano (Roma, n. 1965)
- Marco Scarpa, allenatore di calcio, dirigente sportivo e ex calciatore italiano (Padova, n. 1972)
- Marco Schenardi, allenatore di calcio, ex calciatore e politico italiano (San Giorgio Piacentino, n. 1968)
- Marco Schällibaum, allenatore di calcio e ex calciatore svizzero (Zurigo, n. 1962)
- Marco Sesia, allenatore di calcio e ex calciatore italiano (Torino, n. 1970)
- Marco Sgrò, allenatore di calcio e ex calciatore italiano (Sermoneta, n. 1970)
- Marco Stella, allenatore di calcio e ex calciatore italiano (Atri, n. 1981)

## T(4)
- Marco Teani, allenatore di calcio e ex calciatore italiano (Bergamo, n. 1980)
- Marco Tomassoni, allenatore di calcio e ex calciatore sammarinese (San Marino, n. 1980)
- Marco Torresani, allenatore di calcio e ex calciatore italiano (Cremona, n. 1955)
- Marco Turati, allenatore di calcio e ex calciatore italiano (Lecco, n. 1982)

## V(3)
- Marco Vélez, allenatore di calcio e ex calciatore portoricano (Carolina, n. 1980)
- Marco Vendrame, allenatore di calcio e ex calciatore italiano (Portogruaro, n. 1977)
- Marco Veronese, allenatore di calcio e ex calciatore italiano (Milano, n. 1976)

## W(1)
- Marco Walker, allenatore di calcio e ex calciatore svizzero (Soletta, n. 1970)

## Z(3)
- Marco Zaffaroni, allenatore di calcio e ex calciatore italiano (Milano, n. 1969)
- Marco Zambelli, allenatore di calcio e ex calciatore italiano (Gavardo, n. 1985)
- Marco Zanchi, allenatore di calcio e ex calciatore italiano (San Giovanni Bianco, n. 1977)